# 博克斯埃爾德 (蒙大拿州)
博克斯埃爾德（英語：Box Elder）是位於美國蒙大拿州希爾縣的普查規定居民點。

## 歷史
博克斯埃爾德的郵局自1889年營運至今。

## 人口
根據2020年美國人口普查的數據，博克斯埃爾德的面積為2.04平方千米，皆為陸地。當地共有人口85人，而人口密度為每平方千米41.67人。